# Quảng Khai Thổ Thái Vương
Quảng Khai Thổ Thái Vương (Hangul: 광개토태왕; hanja: 廣開土太王; chuyển tự Latinh: Kwanggaet'o-taewang hoặc Gwanggaeto; sinh: 374; mất: 413, trị vì: 391-413), là vị vua thứ 19 của Cao Câu Ly, vương quốc nằm phía Bắc trong số 3 quốc gia thời kỳ Tam Quốc Triều Tiên. Tên thụy của ông "Kukkangsang-kwanggaet'ogyŏng-p'yŏngan-hot'aewang" (tiếng Hàn: 국강상광개토경평안호태왕/ 國岡上廣開土境平安好太王 (Quốc Cương Thượng Quảng Khai Thổ Cảnh Bình An Hảo Thái Vương) ?) 
. Đôi khi tên thụy ông được gọi tắt là Thái Vương (T'aewang trong tiếng Triều Tiên). Ông chọn Vĩnh Lạc (永樂, 영락, yŏngnak) làm niên hiệu của mình, và được gọi là Vĩnh Lạc Thái Vương trong thời gian trị vì.
Dưới triều đại của Thái vương, quốc gia Cao Câu Ly là một thế lực chính tại miền Đông Á như đã từng trở thành vào thế kỷ thứ hai. Khi ông qua đời năm 413 (ở tuổi 39), lãnh thổ Cao Câu Ly kéo dài từ Hắc Long Giang ở phía Bắc tới tận sông Hán ở phía Nam, cụ thể nó bao trùm 2/3 lãnh thổ Triều Tiên hiện nay, một phần lớn Mãn Châu, một phần Nội Mông và một phần lãnh thổ của Nga.
Thêm nữa, năm 399 Tân La cũng trở thành một chư hầu của Cao Câu Ly khi họ phải nhờ đến sự bảo hộ của Cao Câu Ly chống lại các cuộc tấn công của Bách Tế. Quảng Khai Thổ Thái vương nhân đó mở một đợt tấn công vào Bách Tế, đoạt lấy vùng đất ngày nay là Seoul và biến Bách Tế thành một chư hầu của Cao Câu Ly. Điều đó dẫn đến tình trạng tương đối thống nhất của bán đảo Triểu Tiên vào thế kỷ thứ V dưới sự lãnh đạo của Cao Câu Ly, và nhiều học giả cho rằng sự hợp nhất lỏng lẻo này là lần duy nhất mà Tam Quốc Triều Tiên thật sự thống nhất.
Những công tích của Vương được ghi trên tấm bia mang cùng tên với ông, được xây dựng vào năm 414 tại lăng mộ của ông ở thành phố cấp huyện Tập An ở biên giới Trung Quốc - CHDCND Triều Tiên hiện nay. Đó là tấm bia mộ lớn nhất từng được biết trên thế giới.

## Thiếu thời
Vào khoảng thời gian Quảng Khai Thổ ra đời, quốc gia Cao Câu Ly không còn là một thế lực mạnh như nó đã từng. Trong thời gian vua Cố Quốc Nguyên (331-371), Cao Câu Ly bị người Tiên Ti tấn công ở phía Bắc và bị Bách Tế đánh ở phía Nam. Vài năm trước khi Quảng Khai Thổ được sinh ra, vua Bách Tế là Cận Tiếu Cổ (346-375) tấn công đánh tan quân Cao Câu Ly, chiếm được thành phố lớn thứ hai của Cao Câu Ly là Bình Nhưỡng và giết chết vua Cố Quốc Nguyên. Người kế vị Cố Quốc Nguyên là Tiểu Thú Lâm (371-384) và Cố Quốc Nhưỡng (384-391) buộc lòng phải thực thi chính sách đối ngoại cô lập, cố gắng tránh né tất cả mọi cuộc xung đột để tập trung sức lực xây dựng lại một quốc gia bị tàn phá và tái tổ chức lại quân đội Cao Câu Ly.
Việc đánh bại Cao Câu Ly vào năm 371 khiến Bách Tế trở thành một thế lực thống trị tại vùng Đông Bắc Á và ảnh hưởng của nó bao trùm cả những khu vực nằm ngoài bán đảo Triều Tiên. Cụ thể là trong thời gian này, vua Cận Tiêu Cổ của Bách Tế cũng đánh chiếm nhiều thành thị ven biển của Trung Hoa, đáng kể nhất là ở Liêu Tây và Sơn Đông nhằm duy trì ưu thế của nó với Cao Câu Ly cũng như với những vương triều Trung Hoa của Hán tộc và của các ngoại tộc xâm nhập (như tộc Hung Nô và Tiên Ti (Ngũ Hồ)) trong thời gian này. Trong thời kỳ trị vì của Cận Tiêu Cổ, Bách Tế cũng duy trì quan hệ bền chặt với các quốc gia tại Nhật Bản hiện nay. Vì vậy Cao Câu Ly - bị cô lập và bao vây bởi thế lực hùng mạnh của Bách Tế ở phía Nam và phía Tây - không còn cách nào khác buộc phải tách mình khỏi mọi cuộc xung đột, tranh chấp với các quốc gia lân bang và củng cố quan hệ hữu hảo với tộc Nhu Nhiên và Tiên Ti nhằm tránh phải chịu một cuộc tấn công xâm lược hay thậm chí sự diệt vong của Nhà nước Cao Câu Ly trong tương lai.

## Lên ngôi và cuộc chiến tranh vớiBách Tế(392-396)
Năm 391, vua Cố Quốc Nhưỡng qua đời và Quảng Khai Thổ lên kế vị. Ngay sau khi lên ngôi, Quảng Khai Thổ tự xưng hiệu Vĩnh Nhạc, đặt mình ngang hành với các hoàng đế Trung Hoa và các vua Bách Tế. Sau đó ông ra sức xây dựng lại lực lượng hải quân và kỵ binh của Cao Câu Ly, và ngay năm sau lực lượng kỵ binh và hải quân này tham gia vào chiến dịch tấn công Bách Tế do Quảng Khai Thổ khởi xướng.
Năm 392, Quảng Khai Thổ đích thân chỉ huy 5 vạn kỵ binh Cao Câu Ly mở đợt tấn công vào Bách Tế và đoạt lấy 10 thành trì tại khu vực biên giới của hai nước. Việc này khiến vua Bách Tế là A Sân Vương nổi giận đùng đùng và thế là ông ta đem quân tấn công Cao Câu Ly để trả đũa nhưng bị quân Cao Câu Ly đánh bại (393). Sang năm 394, A Sân lại đem quân đánh Cao Câu Ly và một lần nữa bại trận. Những thất bại liên tiếp của A Sân khiến uy tín của A Sân suy giảm nặng nề triều đình Bách Tế bắt đầu đi vào con đường suy sụp. Quân của A Sân lại bị quân đội Cao Câu Ly đánh tan vào năm 395 và ông ta bị quân Cao Câu Ly đẩy lui đến khu vực sông Hàn, nơi tọa lạc của Úy Lễ Thành (Wiryesŏng), thủ đô của Bách Tế (hiện nay là phần phía Nam của thành phố Seoul).
Năm sau (396), Quảng Khai Thổ dẫn lực lượng hải quân hùng hậu của mình mở một cuộc tập kích vào Úy Lễ Thành. A Sân - vốn dự đoán quân Cao Câu Ly chỉ tấn công Úy Lễ Thành bằng đường bộ - nay phải chịu cuộc tấn công bất ngờ bằng đường thủy và thế là ông ta bị quân Cao Câu Ly bắt sống khi không kịp phòng bị. Quân Cao Câu Ly tiến hành đốt phá 58 thành trì của Bách Tế và sau đó đánh bại quân đội của vua A Sân. Vua A Sân buộc phải đầu hàng và giao nộp người em trai của mình cho Cao Câu Ly làm con tin. Với chiến thắng này, cuối cùng Cao Câu Ly đã đánh bại được kình địch Bách Tế và giành lấy ưu thế trên bán đảo Triều Tiên từ tay địch thủ truyền kiếp này.

## Các cuộc chinh phạt ở phương Bắc
Năm, 395, trong cuộc chiến chống Bách Tế, vua thân chinh đánh chiếm Biryeo - một chi nhỏ của tộc người Khiết Đan - ở miền Trung Mãn Châu, gần khu vực sông Tùng Hoa.
Năm 400, nhà Hậu Yên (đời vua Mộ Dung Thịnh) của dòng họ Mộ Dung thuộc tộc Tiên Ti (tại khu vực tỉnh Liêu Ninh ngày nay) xua quân tấn công Cao Câu Ly. Quảng Khai Thổ phản ứng mau chóng, ông đoạt lại được phần lớn đất đai mất vào tay người Tiên Ty và đánh đuổi họ khỏi Cao Câu Ly. Để đề phòng hậu họa trong tương lai, năm 402 Quảng Khai Thổ xua quân tấn công và đánh bại Hậu Yên (đời vua Mộ Dung Hi), chiếm một số thành trì của họ dọc biên giới hai nước. Năm 404 - 405 Quảng Khai Thổ tấn công và đoạt lấy bán đảo Liêu Đông.
Tất nhiên người Tiên Ty không ngồi yên nhìn Cao Câu Ly chiếm đoạt lãnh thổ của mình. Năm 405 vua Mộ Dung Hi nước Hậu Yên xua quân vượt sông Liêu tấn công Cao Câu Ly nhưng bị Quảng Khai Thổ đánh tan. Năm sau, Hậu Yên lại xua quân tấn công Cao Câu Ly nhưng cũng bị đẩy lui. Quảng Khai Thổ cũng tiến hành nhiều chiến dịch khác nhằm tấn công người Tiên Ti cũng như nhằm chinh phục những bộ tộc Khiết Đan ở Nội Mông. Năm 408, Quảng Khai Thổ giảng hòa với Bắc Yên Huệ Đế Cao Vân (407-409) vì bản thân Cao Vân cũng thuộc dòng dõi vương tộc Cao Câu Ly. Kể từ thời Quảng Khai Thổ, nhà nước Cao Câu Ly đã nắm quyền kiểm soát bán đảo Liêu Đông cho đến khi bị nhà Đường tiêu diệt vào năm 668.
Năm 410 Quảng Khai Thổ lại xua quân tấn công vương quốc Đông Phù Dư. Quân đội nhỏ bé của Đông Phù Dư không thể nào địch lại đội quân hùng hậu của người láng giềng khổng lồ và liên tiếp bị quân Cao Câu Ly đánh tan. Cuối cùng, sau hàng loạt thất bại liên tiếp, Đông Phù Dư buộc phải đầu hàng sau khi mất đến 64 thành trì và 1400 làng vào tay vua Quảng Khai Thổ. Sau đó, Quảng Khai Thổ lại tiếp tục tấn công và chinh phục một số bộ tộc Mạt Hạt và Ainu ở phía Bắc.

## Các cuộc chinh phạt ở Đông Nam
Năm 400, Tân La - một vương quốc nằm ở Đông Nam bán đảo Triều Tiên và là quốc gia thứ ba trong thời Tam Quốc Triều Tiên - khẩn cầu Cao Câu Ly giúp đỡ họ chống lại liên quân của các Bách Tế, liên minh Già Da (Gaya), và vương quốc Yamato. Thề là cùng năm đó, vua Quảng Khai Thổ đem 5 vạn quân tấn công Già Da, Yamato và đánh tan quân đội của cả hai nước này. Chiến thắng này khiến Già Da và Tân La đều quy phục trước sức mạnh của Cao Câu Ly. Sang năm sau (401), Quảng Khai Thổ đưa Thật Thánh Vương về làm vua Tân La, và thiết lập mối quan hệ hữu hảo với Tân La để ông yên ổn mặt Nam, rảnh tay đối phó với mạn Bắc. Quân đội Cao Câu Ly vẫn tiếp tục đóng quân tại Tân La và Cao Câu Ly tiếp tục duy trì ảnh hưởng của mình lên quốc gia này.

## Qua đời
Vua Quảng Khai Thổ lâm bệnh qua đời năm 413 lúc ông mới 39 tuổi. Mặc dù chết trẻ và chỉ trị vì Cao Câu Ly trong 23 năm, những cuộc chinh phạt của ông được cho là đã đánh dấu một thời kỳ huy hoàng trong lịch sử Triều Tiên. Ngoại trừ thời kì 200 năm được bắt đầu với con trai và cũng là người kế vị ông, vua Trường Thọ, và sau đó là vương quốc Bột Hải, Triều Tiên chưa bao giờ có một lãnh thổ rộng lớn tới mức như vậy. Đã có những bằng chứng chứng minh rằng biên giới phía Tây của Cao Câu Ly vươn tới tận khu vực ngày nay là Mông Cổ, tiếp giáp với khu vực của các bộ tộc Nhu Nhiên và Đột Quyết. Quảng Khai Thổ còn được ca tụng vì là ông vua đầu tiên đặt niên hiệu trong lịch sử Triều Tiên, hành động này thể hiện thái độ của Quảng Khai Thổ xem các vua Cao Câu Ly có địa vị ngang hàng với các hoàng đế Trung Quốc.
Quảng Khai Thổ được người Triều Tiên xem là người anh hùng vĩ đại nhất trong lịch sử của dân tộc này, và ông thường được xem là hình tượng của chủ nghĩa dân tộc Triều Tiên. Gần đây, dư luận Hàn Quốc đã có những động thái phản đối mạnh mẽ khi Cộng hòa Nhân dân Trung Hoa quyết định xem lịch sử của Cao Câu Ly như là một phần lịch sử Trung Quốc.
Tấm bia Quảng Khai Thổ, một tấm bia được Trường Thọ Thái Vương cho dựng vào năm 414, được một học giả Trung Quốc phát hiện ra ở Mãn Châu vào năm 1875. Tấm bia chứa đựng nhiều tư liệu lịch sử quý giá, nhưng bản thân nó cũng gây ra nhiều tranh cãi về lịch sử. Lý do là trên tấm bia có vài chi tiết liên quan đến Nhật Bản. Những chi tiết này là:
- năm 391 quân Nhật vượt biển đánh bại Bách Tế, Tân La và buộc hai nước này thần phục.
- năm 399 liên quân Bách Tế - Nhật Bản xâm lược Tân La và Tân La cầu cứu Cao Câu Ly
- năm 400 Cao Câu Ly trục quân Nhật ra khỏi Tân La và đẩy họ về nam phần bán đảo Triều Tiên.
- năm 404 quân đội Nhật Bản bị quân Cao Câu Ly đánh tan tại khu vực phía nam quận Lạc Lãng (gần Bình Nhưỡng ngày nay).

Sự thực về chiến dịch năm 391 trở thành một sự kiện gây tranh cãi lớn vì nội dung ghi trên tấm bia Quảng Khai Thổ không rõ ràng, và nó có đề cập đến sự hiện diện của người Nhật ở bán đảo Triều Tiên vào thế kỷ thứ tư, nhưng những học giả Triều Tiên bác bỏ chuyện này. Và nhiều tác phẩm lịch sử, văn học của Bách Tế và Tân La cũng cho rằng việc này không xảy ra. Phần nhiều các ý kiến cho rằng việc một tấm bia được chế tác nhằm ca ngợi công tích của một vị vua Cao Câu Ly thì khó có thể nào lại nhắc đến một hoạt động quân sự Nhật Bản mà tự bản thân nó ít liên quan tới Cao Câu Ly - nói chung - và vua Quảng Khai Thổ - nói riêng. Đồng thời, khi nhắc đến trình độ khoa học kỹ thuật của Nhật Bản và Triều Tiên vào thời kỳ đó, thì các nhà sử học cho rằng người Nhật không thể nào có khả năng khuất phục Bách Tế, Tân La - các quốc gia có trình độ khoa học kỹ thuật vượt trội hơn. . Những học giả Triều Tiên cho rằng đoạn văn trên phải được hiểu là:
- năm 391 quân Cao Câu Ly vượt biển đánh bại Bách Tế, Tân La và buộc hai nước này thần phục.

Và vì các cách hiểu khác nhau này có liên quan đến tinh thần dân tộc của mỗi nước, vì vậy hầu như trong trường hợp này cách hiểu của Nhật Bản và Triều Tiên gần như không thể giống nhau. Những bất đồng như thế này đã ảnh hưởng rất lớn đến kế hoạch viết một quyển sách giáo khoa chung về lịch sử ở Triều Tiên, Trung Quốc, Nhật Bản.
Gần đây một bộ phim lịch sử mang tên Thái vương tứ thần ký được phát sóng ở Hàn Quốc, với nội dung nói về cuộc đời của Quảng Khai Thổ Thái Vương, vớ diễn viên Bae Yong-jun thủ vai chính. Bộ phim trở thành một "quả bom tấn" tại Hàn Quốc vì hai lý do: sự tham gia của diễn viên chính nổi tiếng Bae Yong-jun cùng với những hiệu ứng hình ảnh ấn tượng thực hiện bởi kỹ thuật vi tính đã kết hợp lịch sử Triều Tiên với truyền thuyết Triều Tiên. Bối cảnh của bộ phim diễn biến từ lúc vua Quảng Khai Thổ sinh ra cho đến giữa thời kỳ trị vì của ông vào khoảng cuối thế kỷ thứ tư. Bộ phim, mặc dù được chiếu rộng rãi ở châu Á, đã bị cấm chiếu ở Cộng hòa Nhân dân Trung Hoa vì cách nhìn của bộ phim về lịch sử Trung Quốc và Triều Tiên có nhiều điểm khác với tư tưởng "một Trung Quốc" của CHND Trung Hoa.
Một di sản khác của Quảng Khai Thổ chính là việc tên ông được đặt cho Tul (틀) của Liên đoàn Taekwondo Quốc tế sáng lập bởi tướng Choi Hong Hi cùng với những điểm sáng tạo khác của phụ tá của ông ta, Nam Tae Hi. 